# Крашје
Крашје (фр. Crachier) насеље је и општина у источној Француској у региону Рона-Алпи, у департману Изер која припада префектури Ла Тур ди Пен.
По подацима из 2011. године у општини је живело 473 становника, а густина насељености је износила 129,95 становника/km². Општина се простире на површини од 3,64 km². Налази се на средњој надморској висини од 390 метара (максималној 462 m, а минималној 370 m).

## Демографија
| 1962. | 1968. | 1975. | 1982. | 1990. | 1999. | 2011. |
| ----- | ----- | ----- | ----- | ----- | ----- | ----- |
| 207   | 208   | 258   | 286   | 334   | 432   | 473   |

График промене броја становника у току последњих година